# 玩伴女郎

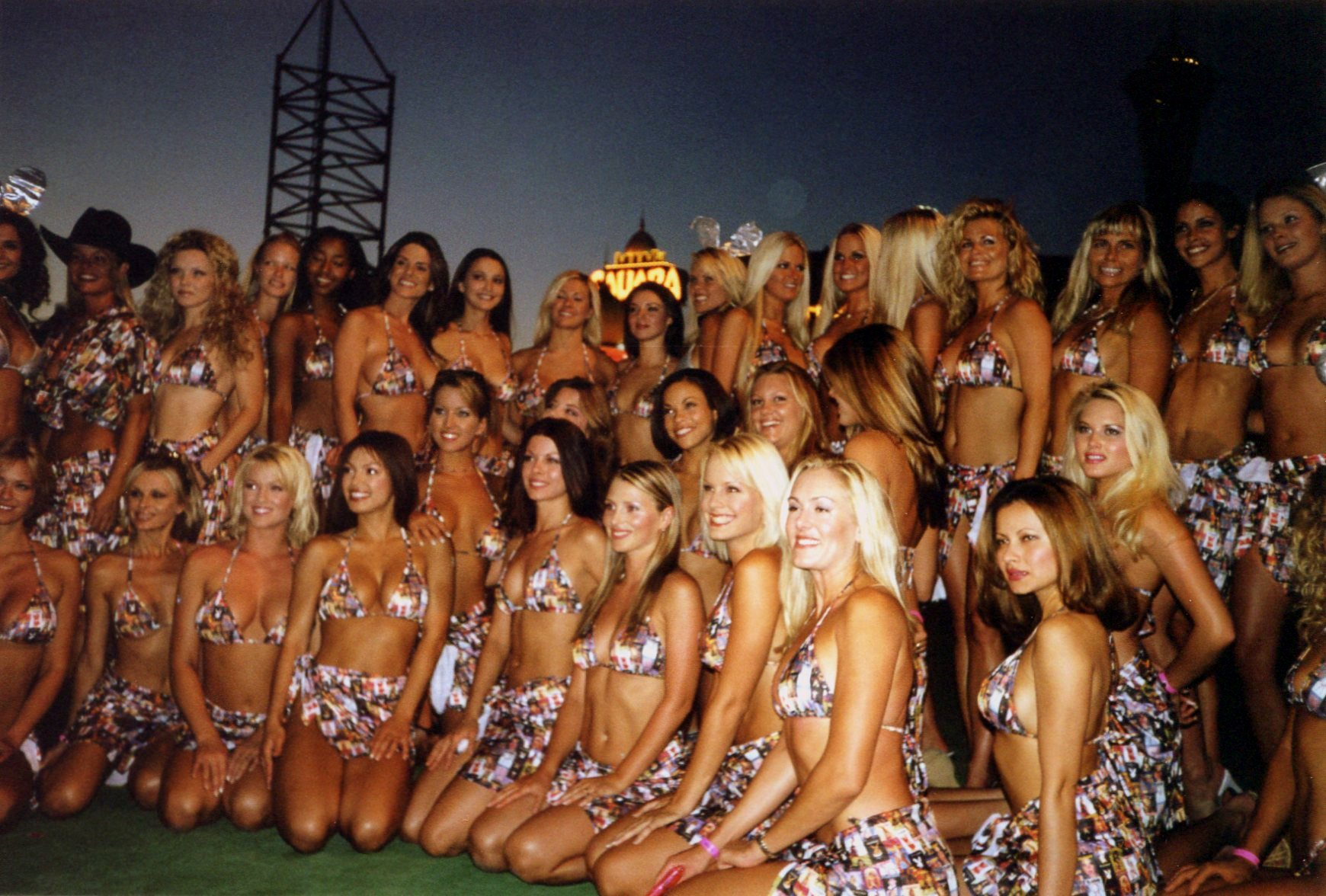
2000年玩伴女郎聚會

玩伴女郎（英语：Playmate）是《花花公子》雜誌中精選當月玩伴（英语：PMOM, Playmate of the Month）頁的女模特，當月玩伴女郎頁上包括了裸體照和一張海報以及一個簡短的傳記和包含了生日、三圍及喜好和討厭事物的資料表，在年底的時候，十二位當月玩伴女郎中的一位將被命名為年度玩伴女郎（PMOY, Playmate of the Year）。每個當月玩伴女郎將獲得二萬五千美元，而當年玩伴女郎還可得到額外的十萬美元另加一輛汽車和一部摩托車。截至2006年9月，共有635名女士成為當月玩伴女郎。

## 週年的玩伴女郎
- 五十週年（2004年1月）：科琳·香农（英语：Colleen Shannon）
- 四十五週年（1999年1月）：潔咪·伯格曼（英语：Jaime Bergman）
- 四十週年（1994年1月）：安娜-瑪麗·戈達德（英语：Anna-Marie Goddard）
- 三十五週年（1989年1月）：法娜·麥克拉倫（英语：Fawna MacLaren）
- 三十週年（1984年1月）：潘妮·貝克爾（英语：Penny Baker）
- 二十五週年（1979年1月）：坎蒂·洛夫因（英语：Candy Loving）
- 二十週年（1974年1月）：南希·卡梅隆（英语：Nancy Cameron）（唯一一位有兩倍尺寸及前後照片的玩伴女郎）
- 十五週年（1969年1月）：萊絲莉·比安基尼（英语：Leslie Bianchini）
- 十週年（1963年12月）：唐娜·米歇爾（英语：Donna Michelle）
- 五週年（1958年12月）：喬伊絲·尼扎里（英语：Joyce Nizzari）

## 玩伴女郎的各種第一個
- 第一個三次当选的玩伴女郎：Marilyn Waltz （1954年2月、1954年4月和1955年4月女郎）
- 第一個也是花花公子雜誌唯一的一次沒有當月玩伴女郎—1955年3月
- 第一個插付在雜誌中央的摺頁（雙頁）：Janet Pilgrim（1955年7月女郎）
- 第一個摺疊插頁（三頁）：Marian Stafford（1956年3月女郎
- 第一個外國出生的玩伴女郎：丹麥出生的 Elsa Sorensen（1956年9月女郎）
- 第一個雙人組（兩人在同月）：Pat Sheehan 和 Mara Corday（1958年10月女郎）
- 第一個填寫玩伴女郎資料表（未包含）：Marianne Gaba（1959年9月女郎）
- 第一個亞裔玩伴女郎：China Lee（1964年8月女郎）
- 第一個非裔玩伴女郎：Jennifer Jackson（1965年3月女郎）
- 第一個做豐胸手術的玩伴女郎：Sue Williams（1965年4月女郎）
- 第一次自殺的玩伴女郎：Sue Williams（1965年4月女郎）
- 第一個在插頁露出陰毛的玩伴女郎：Gloria Root（1969年12月女郎）—（1971年1月 Liv Lindeland 的插頁是第一個全部正面全裸的插頁）
- 第一對雙胞胎玩伴女郎：Mary Collinson 和 Madeleine Collinson（1970年10月女郎）
- 第一個比花花公子雜誌還年輕的玩伴女郎：Monica Tidwell（1973年11月女郎）—（1973年11月當花花公子雜誌第二期出版時出生）
- 第一個單頁插頁的玩伴女郎：Jill De Vries（1975年10月女郎）
- 第一對成為不同月分玩伴女郎的姊妹：Janice Pennington（1971年5月女郎）和 Ann Pennington（1976年3月女郎）
- 第一個玩伴女郎資料表（包含）：Sondra Theodore（1977年7月女郎）
- 第一個影片玩伴女郎（1982年）：Lonny Chin （同時也是花花公子雜誌1983年一月版的插頁）
- 第一對母女檔玩伴女郎：Carol Eden（1960年12月女郎）和她女兒 Simone Eden（1989年2月女郎）
- 第一個當月玩伴女郎同時也成為閣樓雜誌（Penthouse）的當月寶貝（2000年10月）：Linn Thomas（1997年5月女郎）
- 第一對三胞胎玩伴女郎：Erica、Nicole 和 Jaclyn Dahm（1998年12月女郎）
- 第一個沒有恥毛的玩伴女郎：Dalene Kurtis（2001年9月女郎）
- 第一個成為玩伴女郎的花花公子電腦女孩（Cyber girl）：Stephanie Heinrich（2001年10月女郎）—她是當週第一電腦女孩（2000年10月）也是當月第一電腦女孩（2001年1月）
- 第一個玩伴女郎同時也是美國小姐（Miss USA）（1995年）：Shanna Moakler（2001年12月女郎）

## 外部連結
- 花花公子官方玩伴女郎目錄
- Playboy.com 花花公子官方玩伴女郎問答集
- 花花公子英國玩伴女郎 （页面存档备份，存于）
- 芝加哥大學玩伴女郎資料庫 （页面存档备份，存于）
- 玩伴女郎統計 （页面存档备份，存于）